# Talanga
Talanga è un comune dell'Honduras facente parte del dipartimento di Francisco Morazán.
Il comune venne istituito il 30 novembre 1829.